# Luca Lombardo atleta

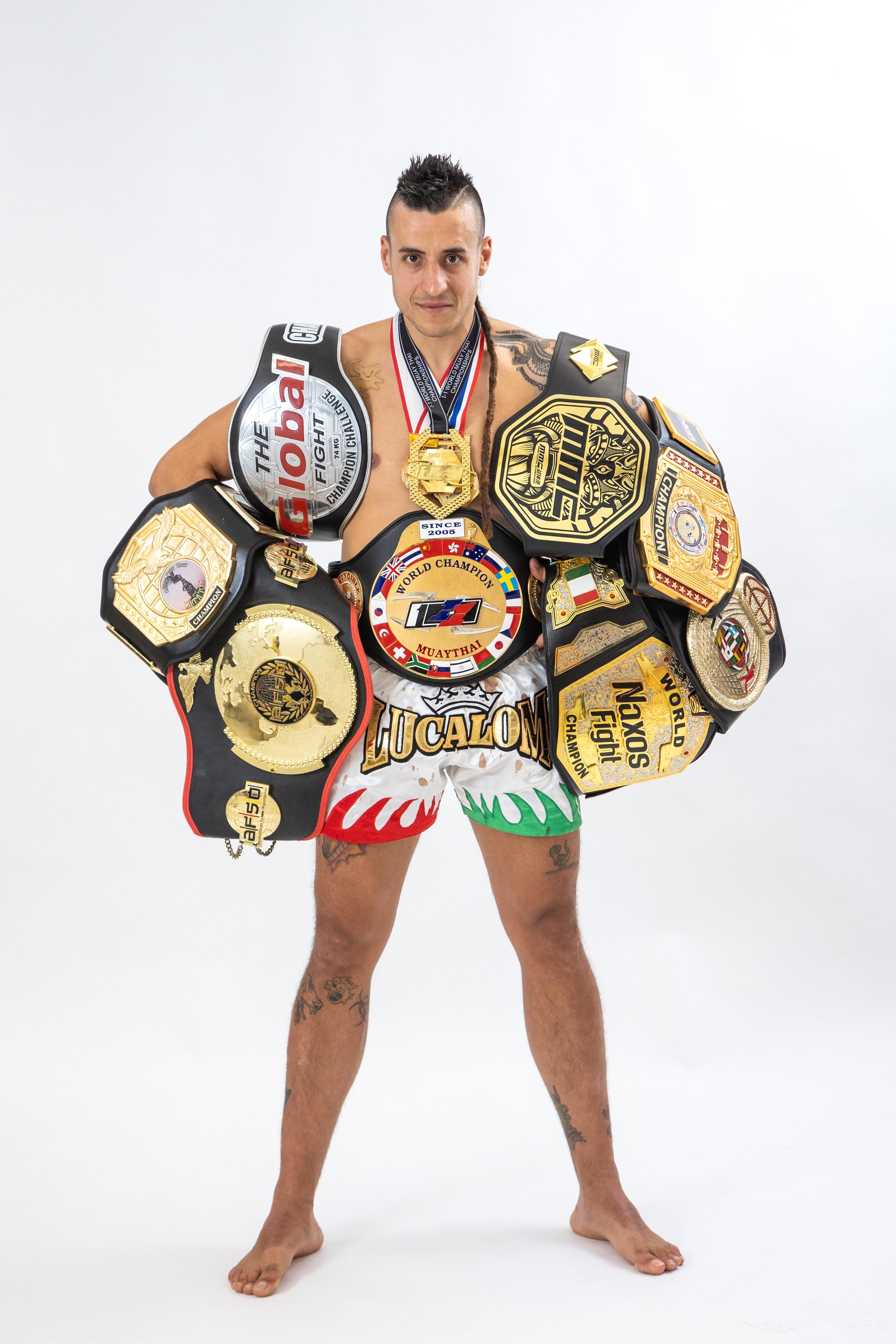

Luca Lombardo (Langenthal, 13 luglio 1993) è un kickboxer italiano.

## Biografia
Nato a Langenthal, in Svizzera, da genitori italiani, è cresciuto a Francavilla di Sicilia (ME). Durante l’adolescenza ha praticato diverse discipline sportive tra cui judo, karate, pugilato e calcio. Successivamente si è dedicato alla kickboxing, allenandosi nella palestra Pitbull Gym, fondata dal campione del mondo Matteo Sciacca. Dopo i primi combattimenti in Italia, si è trasferito in Thailandia per continuare la carriera agonistica, vivendo a Bangkok.

## Carriera
Ha esordito nei circuiti professionistici thailandesi combattendo in stadi tra cui il Max Muay Thai di Pattaya, dove l’1 marzo 2018 ha conquistato la cintura internazionale “The Global Fight” categoria -74 kg contro l’atleta belga Kendal Karakurt, primo italiano a ottenere tale titolo.
Nel 2016 e nel 2017 ha combattuto e vinto nella King's Cup di Bangkok, evento organizzato dalla WPMF in occasione del compleanno del re di Thailandia.
Il 18 marzo 2017 ha disputato un match valevole per il titolo WBC Europe e il titolo mondiale AFSO all'evento Bodensee Fight Night contro il tedesco Sebastian Harms-Mendez.
Nel 2019 ha partecipato a numerosi eventi internazionali, tra cui:
- Thai Fight a Nakhon Si Thammarat, combattendo secondo le regole con le mani bendate;
- Vittoria a Chongqing contro Li Shiyuan, atleta cinese già campione del Kunlun Fight (KLF);
- A luglio ha vinto la medaglia d’oro per KO tecnico all’evento Muaylok Global a Tokyo contro il giapponese Takuya Hasegawa, detentore del titolo WMC.

Nello stesso anno ha raggiunto la finale del torneo I-1 a Hong Kong, superando il russo Vladimir Shuliak in semifinale.
Nel 2020 ha battuto per KO il serbo Milos Bajovic durante l'evento AMMA a Phuket, guadagnando la possibilità di partecipare al World Championship FIBA in Pakistan, poi annullato per la pandemia di COVID-19.
Nell'agosto 2021 ha vinto il titolo mondiale AFSO a Catania contro l’atleta marocchino Argoub Chercki durante l’evento Naxos Fight. Lo stesso anno è stato premiato dalla federazione AFSO come “Fighter of the Year”.
Nel 2022 ha combattuto al Superchamp di Bangkok contro Dechrit Sitarjanchao. Nello stesso anno vince nuovamente il titolo mondiale Naxos Fight -75 kg.
Nel 2023 ha esordito al Rajadamnern Stadium e ha partecipato all’evento ONE Friday Night 10 di ONE Championship
contro Anton Petrov, match interrotto per un taglio alla fronte. Il 9 maggio ha vinto a Hong Kong il torneo I-1 WMC Ultimate, superando il libico Rami Souayah in semifinale e il ganese Gerald Dah in finale, conquistando così il titolo mondiale I-1 WMC e il titolo mondiale MMC.
Nel 2024 ha debuttato all’evento RWS, vincendo contro il thailandese Wanchana.